# Barret
Barret is een gemeente in het Franse departement Charente (regio Nouvelle-Aquitaine). De oppervlakte bedraagt 22,37 km², de bevolkingsdichtheid is 38 inwoners per km². Barret telde op 1 januari 2022 1.092 inwoners.

## Geografie
De oppervlakte van Barret bedroeg op 1 januari 2022 22,37 vierkante kilometer; de bevolkingsdichtheid was toen 48,8 inwoners per km².
De onderstaande kaart toont de ligging van Barret met de belangrijkste infrastructuur en aangrenzende gemeenten.

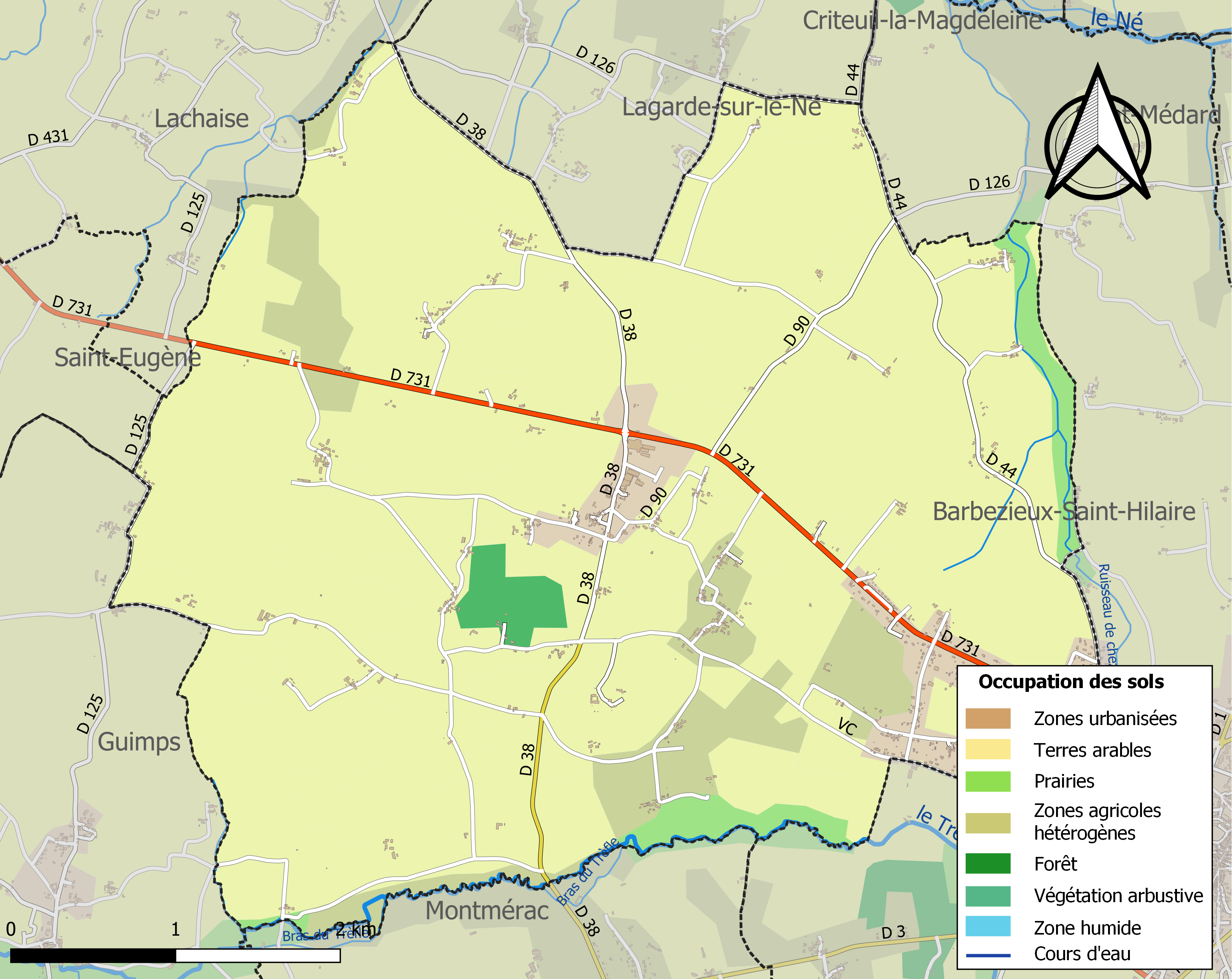

## Demografie
Onderstaande figuur toont het verloop van het inwonertal (bron: INSEE-tellingen).

Vanwege een beveiligingsprobleem met de MediaWiki Graph-software is het momenteel niet mogelijk deze grafiek weer te geven. Zodra de software is bijgewerkt zal de grafiek vanzelf weer zichtbaar worden.